# Miracolo sul ghiaccio
(Al Michaels allo scadere del match contro l'Unione Sovietica)
"Miracolo sul ghiaccio" (in inglese Miracle on ice) è il nomignolo popolare usato soprattutto negli Stati Uniti per indicare il torneo di hockey su ghiaccio dei XIII Giochi olimpici invernali, nel quale la squadra statunitense, composta da dilettanti e giocatori universitari, conquistò un'inaspettata medaglia d'oro. In particolare, il nomignolo si riferisce all'incontro tra Stati Uniti e Unione Sovietica del 22 febbraio 1980, disputato a Lake Placid.

## Preludio e girone eliminatorio
Gli Stati Uniti parteciparono alla competizione senza godere dei favori del pronostico, essendo stati valutati settimi tra le dodici squadre che si erano qualificate per i Giochi olimpici di Lake Placid. La squadra era composta da giocatori universitari e dilettanti; solo pochi, come Neal Broten, avevano firmato un contratto per giocare nella National Hockey League, la principale lega professionistica del mondo, ma nessuno vi aveva ancora effettivamente giocato. L'Unione Sovietica, d'altra parte, era la squadra favorita per la vittoria nel torneo. Non essendoci professionismo sportivo nel Blocco Sovietico, questi giocatori erano classificati come dilettanti, nonostante giocassero nella massima serie sovietica e partecipassero alle competizioni internazionali di club. Erano guidati da giocatori leggendari del mondo dell'hockey, come Boris Mikhailov, un centro che era anche il capitano della squadra, e Vladislav Tretiak, considerato da molti il miglior portiere del mondo, oltre ad altri giocatori di talento, giovani e dinamici, come il difensore Viacheslav Fetisov.
Le due squadre erano rivali naturali a causa della Guerra Fredda. Inoltre, il presidente statunitense Jimmy Carter stava in quel periodo considerando il boicottaggio dei Giochi della XXII Olimpiade, per protestare contro l'invasione sovietica dell'Afghanistan, che era cominciata un paio di mesi prima. Alla fine Carter optò per il boicottaggio. Il 9 febbraio, le due squadre si incontrarono per un'amichevole preparatoria ai Giochi ormai imminenti. L'Unione Sovietica vinse 10-3.
Nel girone eliminatorio gli Stati Uniti sorpresero molti osservatori con il loro gioco fisico e ben coordinato, che portò tra l'altro a una vittoria per 7-3 contro la molto forte Cecoslovacchia, e terminarono con 4 vittorie e 1 pareggio che li qualificarono per il girone delle medaglie. Nell'altro girone, i sovietici spazzarono via gli avversari, sconfiggendo tra gli altri, Giappone (16-0), Paesi Bassi (17-4) e Polonia (8-1), qualificandosi al turno successivo. Anche Svezia e Finlandia ottennero un posto nel girone delle medaglie.
Le due squadre si prepararono per il girone delle medaglie in modi differenti. L'allenatore dei sovietici, Viktor Tichonov, fece riposare molti dei suoi giocatori migliori, preferendo lasciarli studiare più che pattinare. L'allenatore statunitense Herb Brooks invece, continuò con il suo stile di dure sessioni sui pattini, redarguendo i suoi giocatori per ogni debolezza percepita.
Il giorno prima dell'incontro, l'editorialista Dave Anderson scrisse sul New York Times, "A meno che il ghiaccio non si sciolga, o a meno che la squadra americana non compia un miracolo, come fece quella del 1960, ci si attende che i russi vincano la medaglia d'oro per la sesta volta negli ultimi sette tornei."

## Il girone delle medaglie: USA-URSS
Il pubblico di casa, incoraggiato dall'improbabile corsa della squadra durante il girone eliminatorio e dalla mentalità da "regolamento di conti" tipica della Guerra Fredda, fu colma di fervore patriottico durante tutto l'incontro, sventolando bandiere statunitensi e cantando canzoni patriottiche tipo "God Bless America". Gli Americani, comunque, andarono subito in svantaggio, come in molte delle loro partite preliminari. Vladimir Krutov deviò un tiro di Aleksei Kasatonov oltre il portiere statunitense Jim Craig portando i sovietici in vantaggio per 1-0, e dopo la marcatura di Buzz Schneider, che diede il pareggio agli USA, i sovietici si portarono nuovamente in vantaggio con un gol di Sergei Makarov.
Sotto 2-1, Craig iniziò a migliorare il suo gioco, respingendo molti tiri sovietici prima che gli americani avessero un'altra occasione da gol. Ad un secondo dalla fine del primo tempo, Dave Christian scagliò un tiro disperato verso Tretiak. Il portiere sovietico parò il tiro, ma giocò male sul rimbalzo e Mark Johnson portò nuovamente la situazione in parità.
Nel secondo periodo Tikhonov decise di sostituire Tretiak col portiere di riserva, Vladimir Myshkin, una mossa che sorprese molti giocatori di entrambe le squadre, compreso Fetisov, che in seguito avrebbe individuato in quella scelta il "punto di svolta della partita". La mossa sembrò funzionare all'inizio, e Myshkin parò tutti i tiri della seconda frazione di gioco, mentre Aleksandr Mal'cev segnò in situazione di superiorità numerica, portando il punteggio sul 3-2.
Nel terzo tempo, comunque, Johnson segnò di nuovo per gli USA, scagliando un disco vagante alle spalle di Myshkin. Più tardi, con dieci minuti ancora da giocare, Mark Pavelich passò al capitano statunitense Mike Eruzione, che fu, per ragioni sconosciute, lasciato smarcato nell'"high slot" (l'area di fronte alla porta, prima della linea blu). Eruzione lanciò il disco oltre Myshkin, che non riusciva a vedere cosa accadeva dietro ai suoi difensori, portando in vantaggio gli americani.
Craig resse ad un'altra serie di tiri dei sovietici fino alla fine della partita, anche se questi non rimossero il loro portiere per impiegare un attaccante extra. Mentre la squadra americana cercava disperatamente di "liberare l'area" (portare il disco oltre la loro linea blu, cosa che fecero a sette secondi dalla fine), la folla iniziò il conto alla rovescia dei secondi restanti. Il telecronista Al Michaels, che stava commentando l'incontro per la rete televisiva ABC (trasmesso in differita), assieme all'ex portiere dei Montréal Canadiens, Ken Dryden, portò il conteggio in telecronaca, con il famoso finale per il quale la gara sarebbe divenuta famosa:
"Undici secondi, vi restano dieci secondi, stanno contando alla rovescia in questo momento... Morrow passa a Silk, restano cinque secondi di gioco! Credete nei miracoli? Sì!"

## Il girone delle medaglie: USA - Finlandia
Le circostanze della partita USA - URSS furono così emotive e memorabili che molti americani ancora oggi non si rendono conto che il match contro l'Unione Sovietica non fece vincere la medaglia d'oro agli USA. Ancora una volta, l'allenatore Brooks impose ai suoi giocatori un duro allenamento il giorno prima della partita, determinato a togliere dalla testa della squadra l'idea che il nuovo incontro non contasse niente, cosa che molti americani credevano dopo la vittoria sull'URSS.
Ancora una volta gli USA andarono subito in svantaggio, questa volta 2-1 alla fine del secondo tempo, grazie a delle eccellenti giocate del portiere finlandese. Ma nel terzo tempo gli USA ottennero dei gol da Phil Verchota, Rob McClanahan, e Mark Johnson, ottenendo la vittoria per 4-2. Ancora una volta Michaels pronunciò la famosa frase alla fine dell'incontro: "Questo sogno impossibile diventa realtà!"
Spesso, la partita contro l'Unione Sovietica viene chiamata la "semifinale", e quella contro la Finlandia la "finale", o la "partita dell'oro". Anche questo non è esatto. Nei Giochi invernali del 1980, le quattro squadre qualificate per il girone delle medaglie (USA, URSS, Svezia e Finlandia) avrebbero giocato un incontro con ciascuna squadra proveniente dall'altro girone (mantenendo i punti guadagnati nel girone iniziale contro l'altra squadra qualificata). La squadra con più punti alla fine del girone sarebbe divenuta campione olimpica. Dopo la vittoria statunitense contro l'URSS, ogni squadra del girone aveva ancora una possibilità di aggiudicarsi la medaglia d'oro, a seconda dei risultati delle ultime due partite (USA-Finlandia e Svezia-URSS, che vennero giocate nello stesso giorno).

## Epilogo
Avendo concluso senza sconfitte e un solo pareggio gli USA vinsero la medaglia d'oro, argento ai sovietici (una sconfitta), bronzo agli svedesi (una sconfitta e un pareggio). Eruzione accettò la medaglia d'oro per gli Stati Uniti, invitando tutti i compagni di squadra sul podio con lui, causando una lieve infrazione dell'etichetta olimpica. La gara contro i sovietici rese popolare il coro "U-S-A! U-S-A!", che è stato usato dai sostenitori degli statunitensi in molte competizioni sportive internazionali dal 1980.
Molti dei giocatori di quella squadra, tra cui Johnson, Broten, Pavelich, Christian, e Craig, in seguito non ebbero un grande successo nell'NHL. Ken Morrow vinse la Stanley Cup con i New York Islanders. Eruzione, invece, si ritirò dall'hockey professionistico all'età di 25 anni piuttosto che continuare nell'NHL, sentendo che aveva ottenuto tutto ciò che poteva desiderare dallo sport con la vittoria olimpica.
Nonostante la sconfitta, l'hockey su ghiaccio sovietico venne ancora apprezzato per il gioco e il talento superiori, e i giocatori sovietici iniziarono a comparire nell'NHL con più regolarità - anche se molti inizialmente dovettero abbandonare il loro paese per poter fare ciò, a causa della Guerra Fredda. Oggi molti dei migliori giocatori dell'NHL, come Sergei Fedorov, Alexander Ovechkin, Igor' Larionov, Sergei Gonchar e Pavel Bure, arrivano dai paesi dell'ex Unione Sovietica.
Michaels venne nominato "telecronista dell'anno" nel 1980 per la sua copertura dell'evento, e la squadra ricevette il premio di "Sportivo dell'anno" dalla rivista Sports Illustrated.
Il termine "Miracolo sul ghiaccio" venne usato anche per un'altra sorprendente vittoria olimpica nell'hockey su ghiaccio: quella della Bielorussia sui grandi favoriti svedesi ai XIX Giochi olimpici invernali del 2002.

## Trasposizioni cinematografiche
- Un film dal titolo Miracle On Ice, con Karl Malden nel ruolo di Brooks e Steve Guttenberg in quello di Craig, andò in onda alla televisione americana nel 1981 e venne distribuito nei cinema nel 1989.
- Un film su quella vittoria, intitolato Miracle, è uscito nel 2004 con Kurt Russell nel ruolo dell'allenatore Herb Brooks